# Karl Scharon
Karl Scharon (ur. 15 maja 1892, zm. 26 maja 1921) – niemiecki as myśliwski z czasów I wojny światowej z 8 potwierdzonymi zwycięstwami powietrznymi.
Karl Scharon w lecie 1918 roku służył w Marine Feldjagdstaffel Nr. II. Pierwsze zwycięstwo powietrzne odniósł 20 września nas samolotem Sopwith Camel z No. 204 Squadron RAF. Ostatnie potwierdzone zwycięstwo odniósł 27 października. 
Po zakończeniu wojny walczył w Freikorps na Łotwie i w innych krajach nadbałtyckich. Zginął 26 maja 1921 roku.

## Odznaczenia
- Krzyż Żelazny I Klasy
- Krzyż Żelazny II Klasy